# Miles Master
Miles M.9 Master là một loại máy bay huấn luyện nâng cao của Anh, do hãng Miles Aircraft Ltd chế tạo dành cho Không quân Hoàng gia và Không quân Hải quân Hoàng gia trong Chiến tranh thế giới II.

## Biến thể
Miles M.9 Kestrel Trainer
Miles M.9A Master I
Miles M.19 Master II
Miles M.24 Master Fighter
Miles M.27 Master III

## Quốc gia sử dụng
Bỉ
- Không quân Bỉ

 Egypt
- Không quân Hoàng gia Ai Cập

 Pháp
- Không quân Pháp

 Ireland
- Quân đoàn Không quân Ireland

 Bồ Đào Nha
- Không quân Bồ Đào Nha

 South Africa
- Không quân Nam Phi

 Thổ Nhĩ Kỳ
- Không quân Thổ Nhĩ Kỳ

 Anh Quốc
- Không quân Hoàng gia
- Không quân Hải quân Hoàng gia

 Hoa Kỳ
- Không quân Lục quân Hoa Kỳ

## Tính năng kỹ chiến thuật (Mk II)
Đặc điểm tổng quát
- Kíp lái: 2
- Chiều dài: 29 ft 6 in (8,99 m)
- Sải cánh: 39 ft 0 in (11,89 m)
- Chiều cao: 9 ft 3 in (2,82 m)
- Diện tích cánh: 217 ft² (20,16 m²)
- Kết cấu dạng cánh: NACA 230
- Trọng lượng rỗng: 4.293 lb (1.947 kg)
- Trọng lượng cất cánh tối đa: 5.573 lb (2.528 kg)
- Động cơ: 1 × Bristol Mercury XX, 870 hp (623 kW)

 Hiệu suất bay 
- Vận tốc cực đại: 260 mph (416 km/h) trên độ cao 5.000 ft (1.500 m)
- Vận tốc hành trình: 230 mph (368 km/h) trên độ cao 5.000 ft (1.500 m)
- Tầm bay: 341 nm (393 mi, 632 km)
- Trần bay: 28.000 ft (8.500 m)
- Tải trên cánh: 23,7 lb/ft² (116 kg/m²)
- Công suất/trọng lượng: 0,156 hp/lb (0,255 kW/kg)

Trang bị vũ khí

- Súng: 1 × súng máy Vickers K.303 in